# Jabłanica (gmina)
Jabłanica (bułg. Община Ябланица) – gmina w środkowej Bułgarii, w obwodzie Łowecz.

## Miejscowości
Miejscowości wchodzące w skład gminy Jabłanica:
- Batułci (bułg. Батулци),
- Brestnica (bułg. Брестница),
- Dobrewci (bułg. Добревци),
- Dybrawata (bułg. Дъбравата),
- Golama Brestnica (bułg. Голяма Брестница),
- Jabłanica (bułg. Ябланица) – siedziba gminy,
- Małyk izwor (bułg. Малък извор),
- Oreszene (bułg. Орешене),
- Złatna Panega (bułg. Златна Панега).